# اقدار الجنوبية (إقدار)
اقدار الجنوبية هي إحدى مشيخات المملكة المغربية، تتبع جغرافيا لإقليم الحاجب وإداريًا لإقدار. يقدر عدد سكانها بـ 4250 نسمة حسب الإحصاء الرسمي للسكان والسكنى لسنة 2004.